# Ron Weasley
Ronald Bilius Weasley é um personagem ficcional do mundo de Harry Potter, criado por J. K. Rowling. Na tradução brasileira recebeu o nome completo de Ronald Abílio Weasley
Ron trata-se de uma das personagens principais, fazendo parte do trio de amigos composto por si, por Harry Potter e Hermione Granger, e pertencendo à família Weasley, uma antiga família de feiticeiros.
Dos três, Rony é o único que nasceu e foi criado envolvido pela comunidade mágica, sabendo das suas tradições e costumes.
A personagem surge no primeiro livro da saga, Harry Potter e a Perda Filosofal, encontrando-se com Harry a caminho de Hogwarts, uma escola de magia, onde é inserido na mesma casa que Harry e Hermione, Grifinoria

## Desenvolvimento do personagem
De acordo com Rowling, Ron estava entre os personagens criados no primeiro dia. Ron é inspirado no melhor amigo de Rowling, Sean Harris (a quem Harry Potter e a Câmara Secreta é dedicado), mas ela afirmou claramente que "nunca se propôs a descrever Sean em Ron, mas Ron tem um estilo semelhante a Sean." Ron está "sempre lá" quando Harry precisa dele, tal como Sean está sempre lá para ela. Ron encaixa-se em muitos dos estereótipos esperados do ajudante ; ele é frequentemente usado como alívio cômico, é leal ao herói e não tem muito do talento que Harry possui, pelo menos, no início, em termos de poder mágico. No entanto, ele prova sua bravura e habilidade mágica várias vezes, como jogando 'xadrez de bruxo real' no primeiro livro, entrando na Floresta Proibida com Harry durante o segundo livro, apesar de sua aracnofobia, produzindo um Feitiço Patrono de corpo inteiro no quinto livro e até mesmo, no sétimo livro, pegando presas de basilisco da Câmara Secreta imitando a língua das cobras sem entendê-la.
Algumas das qualidades de Ron servem como contraste com as de Harry. Enquanto Harry é um órfão com mais ouro do que precisa, Ron vem de uma família amorosa, mas pobre. Muitas de suas posses são de segunda mão . Harry é famoso, mas prefere evitar os holofotes; Ron, em comparação, muitas vezes é visto como um mero lacaio e às vezes fica com ciúmes do reconhecimento que Harry recebe. Ofuscado por seus muitos irmãos e pela fama e conquistas de seus amigos, o complexo de inferioridade de Ron e a necessidade de provar a si mesmo são os principais impulsos de seu arco de personagem. À medida que os livros avançam, ele amadurece de um menino inseguro para um jovem competente, capaz de estratégia e liderança.
1. ↑  Fraser, Lindsay (2001). Conversations with J. K. Rowling. New York: Scholastic. ISBN 978-0-439-31455-8
2. ↑  "Harry Potter and Me" (BBC Christmas Special, British version), BBC, 28 December 2001